# Dani Evans
Danielle "Dani" Evans (sinh ngày 07 tháng 6 năm 1985 tại Little Rock, Arkansas) là một người mẫu thời trang Mỹ gốc Phi. Cô được nhiều người biết đến trong vai trò người chiến thắng mùa thi thứ sáu của chương trình America's Next Top Model
Giải thưởng cô nhận được bao gồm hợp đồng quảng cáo trị giá $100.000 với thương hiệu mỹ phẩm CoverGirl, hợp đồng người mẫu với công ty quản lý Ford Models, xuất hiện trong tạp chí Elle cùng cơ hội làm việc với nhiếp ảnh gia danh tiếng thế giới Gill Bensimon.

## America's Next Top Model
Danielle Evans được đánh giá là một trong những người mẫu thành công nhất xuất thân từ chương trình này, cô có gương mặt nghịch phá rất nổi bật. Điểm yếu nhất của cô trong chương trình chính là giọng nói miền nam rất nặng, và nó cản trở cô ít nhiều trong lĩnh vực người mẫu. Giám khảo đã nhấn mạnh rằng khi làm việc cho một công ty lớn, CoverGirl, thì giọng nói chuẩn là điều tất yếu phải có và người chiến thắng không được nói lớ; tuy nhiên hội đồng giám khảo cũng đã ghi nhận những cố gắng sửa đổi về mặt ngữ âm của cô. Trong phần thi cuối cùng, hội đồng giám khảo đã nảy sinh bất đồng quan điểm, một bên đánh giá cao các bức ảnh xuất sắc của Joanie Dodds, trong khi đó Nigel Barker lại ra sức bảo vệ cho Danielle với vẻ mặt rất riêng. Và kết quả, Danielle Evans được chọn là người chiến thắng mùa thi thứ sáu của America's Next Top Model, do Danielle có phần trình diễn trên sân khấu tốt, những bức ảnh hút hồn, cũng như cá tính có phần nhỉnh hơn Joanie Dodds.
| “ | Tôi chiến thắng America's Next Top Model rồi, cuộc đời tôi đã khác. Giờ này chắc mẹ vui sướng lắm... Giấc mơ này mơ hồ quá vì tôi đã phải sống cuộc sống quá khắc nghiệt, chống chọi với mọi vấn đề... nhưng giờ thì chúng tôi không cần đấu tranh thêm nữa. Cô là người mẫu của CoverGirl rồi mẹ ơi! | ” |

Cô đã được độc giả trang Top Model Obsessed bình chọn là một trong những thí sinh được yêu thích nhất qua các mùa thi.

## Nghề nghiệp
Sau khi trở thành người chiến thắng, cô đã giành toàn bộ giải thưởng và ký hợp đồng với Ford Models, và hiện tại cô đang hợp tác với công ty quản lý Click Model Management

### Chụp ảnh
Cô được mời chụp cho MetroStyle, ELLE, Elle Girl, Jewel Magazine, In Touch Weekly, Essence Magazine, Seventeen Magazine, The New York Post, PowerPlay Magazine, catalog Ashro, Sephora, Akademiks, mắt kính CoverGirl.

### Người mẫu
Evans được mời trình diễn cho Issue, Victorio & Lucchino, Baby Phat thu '07 và Zang Toi thu '07, BET'S Rip the Runway, Style Salon, bộ sưu tập xuân của Jenni Kayne. Tiếp đến, cô được công ty Click Model Management cử đi tham gia tuần lễ thời trang New York. Cô là một trong số ít người mẫu nổi danh từ chương trình Top Model có được tấm vé mời trình diễn trong các tuần lễ thời trang danh giá. Dani Evans cũng được mời tham gia trình diễn trong mùa thi thứ năm của Project Runway.

### Quảng cáo
Cô vẫn đang tham gia chiến dịch quảng cáo cho CoverGirl được trình chiếu trên kênh CWTV với tựa đề "My Life as a Cover Girl" (tạm dịch: Tôi sống như một CoverGirl) năm 2006 cũng như tham gia các mẫu quảng cáo khác với người mẫu độc quyền của CoverGirl: Queen Latifah và Tiiu Kuik. Dani là một trong số ít người vẫn giữ được hợp đồng quảng cáo cho CoverGirl sau khi chiến thắng. Gần đây, cô xuất hiện trong mục quảng cáo CoverGirl Top Model bứt phá.

### Khác
Cô là người phát ngôn của thương hiệu quần áo Akademiks.